# Estádio Municipal Barachisio Lisboa
Estádio Municipal Barachisio Lisboa – stadion piłkarski, w Ituberá, Bahia, Brazylia, na którym swoje mecze rozgrywa klub Alagoinhas Atlético Clube.